# Wereldkampioenschappen zwemmen 2011 – 100 meter schoolslag vrouwen
De 100 meter schoolslag vrouwen op de wereldkampioenschappen zwemmen 2011 vond plaats op 25 juli, series en halve finales, en 26 juli 2011, finale. Omdat het zwembad waarin de wedstrijd gehouden werd 50 meter lang is, bestond de race uit twee baantjes. Na afloop van de series kwalificeerden de snelste zestien zwemmers zich voor de halve finales, de snelste acht uit de halve finales gingen door naar de finale. Regerend wereldkampioene is Rebecca Soni uit de Verenigde Staten.

## Podium
| Goud         | Goud | Zilver       | Zilver | Brons     | Brons |
| ------------ | ---- | ------------ | ------ | --------- | ----- |
| Rebecca Soni | USA  | Leisel Jones | AUS    | Ji Liping | CHN   |

## Records
Voorafgaand aan het toernooi waren dit het wereldrecord en het kampioenschapsrecord
| Wereldrecord         | Jessica Hardy | 1.04,45 | Federal Way | 7 augustus 2009 |
| Kampioenschapsrecord | Rebecca Soni  | 1.04,84 | Rome        | 27 juli 2009    |

## Uitslagen

### Series
| Rang | Serie | Baan | Naam                      | Land                  | Tijd    | Bijz. |
| ---- | ----- | ---- | ------------------------- | --------------------- | ------- | ----- |
| 1    | 6     | 4    | Rebecca Soni              | Verenigde Staten      | 1.05,54 | Q     |
| 2    | 6     | 5    | Ji Liping                 | China                 | 1.07,10 | Q     |
| 3    | 6     | 7    | Sarah Poewe               | Duitsland             | 1.07,38 | Q     |
| 4    | 4     | 5    | Satomi Suzuki             | Japan                 | 1.07,39 | Q     |
| 5    | 5     | 6    | Jillian Tyler             | Canada                | 1.07,67 | Q     |
| 6    | 5     | 4    | Leisel Jones              | Australië             | 1.07,72 | Q     |
| 7    | 5     | 3    | Rikke Møller Pedersen     | Denemarken            | 1.07,80 | Q     |
| 7    | 6     | 3    | Jennie Johansson          | Zweden                | 1.07,80 | Q     |
| 9    | 4     | 4    | Joelia Jefimova           | Rusland               | 1.07,81 | Q     |
| 10   | 4     | 3    | Sun Ye                    | China                 | 1.07,96 | Q     |
| 11   | 5     | 5    | Leiston Pickett           | Australië             | 1.08,06 | Q     |
| 12   | 5     | 2    | Moniek Nijhuis            | Nederland             | 1.08,16 | Q     |
| 13   | 4     | 2    | Marina Garcia             | Spanje                | 1.08,42 | Q     |
| 14   | 6     | 6    | Amanda Beard              | Verenigde Staten      | 1.08,51 | Q     |
| 15   | 4     | 1    | Petra Chocova             | Tsjechië              | 1.08,58 | Q     |
| 16   | 4     | 6    | Joline Höstman            | Zweden                | 1.08,63 | Q     |
| 17   | 6     | 1    | Sara El Bekri             | Marokko               | 1.08,96 |       |
| 18   | 3     | 4    | Stacey Tadd               | Verenigd Koninkrijk   | 1.09,08 |       |
| 19   | 5     | 7    | Daria Deeva               | Rusland               | 1.09,12 |       |
| 20   | 4     | 8    | Kim Janssens              | België                | 1.09,25 |       |
| 21   | 6     | 2    | Tianna Rissling           | Canada                | 1.09,29 |       |
| 22   | 3     | 2    | Jenna Laukkanen           | Finland               | 1.09,39 |       |
| 23   | 5     | 1    | Chiara Boggiatto          | Italië                | 1.09,50 |       |
| 24   | 4     | 7    | Rie Kaneto                | Japan                 | 1.09,56 |       |
| 25   | 3     | 6    | Suzaan van Biljon         | Zuid-Afrika           | 1.09,64 |       |
| 26   | 3     | 3    | Hrafnhildur Luthersdottir | IJsland               | 1.09,82 |       |
| 27   | 3     | 8    | Sycerika McMahon          | Ierland               | 1.09,91 |       |
| 28   | 5     | 8    | Back Su-yeon              | Zuid-Korea            | 1.10,00 |       |
| 29   | 2     | 3    | Evghenia Tanasienco       | Moldavië              | 1.11,03 |       |
| 30   | 3     | 5    | Stephanie Spahn           | Zwitserland           | 1.11,13 |       |
| 31   | 6     | 8    | Sara Nordenstam           | Noorwegen             | 1.11,33 |       |
| 32   | 2     | 4    | Danielle Beaubrun         | Saint Lucia           | 1.11,34 |       |
| 33   | 3     | 7    | Tanja Smid                | Slovenië              | 1.12,12 |       |
| 34   | 2     | 5    | Anastasia Christoforou    | Cyprus                | 1.13,15 |       |
| 35   | 2     | 6    | Patricia Casellas         | Puerto Rico           | 1.13,16 |       |
| 36   | 3     | 1    | Carolina Mussi            | Brazilië              | 1.13,66 |       |
| 37   | 2     | 1    | Ivana Ninkovic            | Bosnië en Herzegovina | 1.14,32 |       |
| 38   | 2     | 8    | Matelita Buadromo         | Fiji                  | 1.14,70 |       |
| 39   | 2     | 2    | Daniela Lindemeier        | Namibië               | 1.15,64 |       |
| 40   | 2     | 7    | Jessica Stephenson        | Guyana                | 1.16,54 |       |
| 41   | 1     | 3    | Pilar Shimizu             | Guam                  | 1.21,19 |       |
| 42   | 1     | 5    | Oksana Hatamkhanova       | Azerbeidzjan          | 1.22,66 |       |
| 43   | 1     | 6    | Mariana Henriques         | Angola                | 1.26,27 |       |
| 44   | 1     | 4    | Ouyngerel Hantumur        | Mongolië              | 1.28,86 |       |
| 45   | 1     | 2    | Guedia Mouafo             | Kameroen              | 1.30,56 |       |
| 46   | 1     | 7    | Dede Camara               | Guinee                | 1.40,16 |       |

### Halve finales
| Rang | Naam                  | Land             | Tijd    | Serie | Baan | Bijz. |
| ---- | --------------------- | ---------------- | ------- | ----- | ---- | ----- |
| 1    | Rebecca Soni          | Verenigde Staten | 1.04,91 | 2     | 4    | Q     |
| 2    | Leisel Jones          | Australië        | 1.06,66 | 1     | 3    | Q     |
| 3    | Ji Liping             | China            | 1.07,09 | 1     | 4    | Q     |
| 4    | Rikke Møller Pedersen | Denemarken       | 1.07,13 | 2     | 6    | Q     |
| 5    | Sun Ye                | China            | 1.07,25 | 1     | 2    | Q     |
| 6    | Jillian Tyler         | Canada           | 1.07,28 | 2     | 3    | Q     |
| 7    | Joelia Jefimova       | Rusland          | 1.07,53 | 2     | 2    | Q     |
| 8    | Moniek Nijhuis        | Nederland        | 1.07,60 | 1     | 7    | Q     |
| 9    | Satomi Suzuki         | Japan            | 1.07,68 | 1     | 5    |       |
| 10   | Leiston Pickett       | Australië        | 1.07,87 | 2     | 7    |       |
| 11   | Jennie Johansson      | Zweden           | 1.08,02 | 1     | 6    |       |
| 12   | Sarah Poewe           | Duitsland        | 1.08,38 | 2     | 5    |       |
| 13   | Petra Chocova         | Tsjechië         | 1.08,40 | 2     | 8    |       |
| 14   | Joline Höstman        | Zweden           | 1.08,55 | 1     | 8    |       |
| 15   | Amanda Beard          | Verenigde Staten | 1.08,64 | 1     | 1    |       |
| 16   | Marina Garcia         | Spanje           | 1.08,81 | 2     | 1    |       |

### Finale
| Rang   | Naam                  | Land             | Tijd    | Baan | Bijz. |
| ------ | --------------------- | ---------------- | ------- | ---- | ----- |
| Goud   | Rebecca Soni          | Verenigde Staten | 1.05,05 | 4    |       |
| Zilver | Leisel Jones          | Australië        | 1.06,25 | 5    |       |
| Brons  | Ji Liping             | China            | 1.06,52 | 3    |       |
| 4      | Joelia Jefimova       | Rusland          | 1.06,56 | 1    |       |
| 5      | Sun Ye                | China            | 1.07,08 | 2    |       |
| 6      | Rikke Møller Pedersen | Denemarken       | 1.07,28 | 6    |       |
| 7      | Jillian Tyler         | Canada           | 1.07,64 | 7    |       |
| 8      | Moniek Nijhuis        | Nederland        | 1.07,97 | 8    |       |